# 妇儿中心站
妇儿中心站是廣州地鐵珠江新城旅客自動輸送系統运营中的車站，位於中國广东省广州市天河区珠江新城花城广场中軸線和金穗路交匯處以南的地底，位處花城廣場中軸線，在2010年11月8日啟用。

## 车站结构

### 車站樓層
本站共有两層。地面為花城广场、中國農業銀行大厦、富力君悦酒店以及附近建築；地下一層為站廳；地下二層為APM線月台。
本站与APM线的黄埔大道站、花城大道站一样，与花城广场地下空间（花城汇购物中心）合建。
| 地下一层 | 站廳     | 售票機、客服中心、安检设施          |  |  |
| 地下二层 | 1 站台   | █APM线 林和西方向（下站：黃埔大道） |  |  |
|          | 岛式站台 |                                     |  |  |
|          | 2 站台   | █APM线 广州塔方向（下站：花城大道） |  |  |

### 站厅

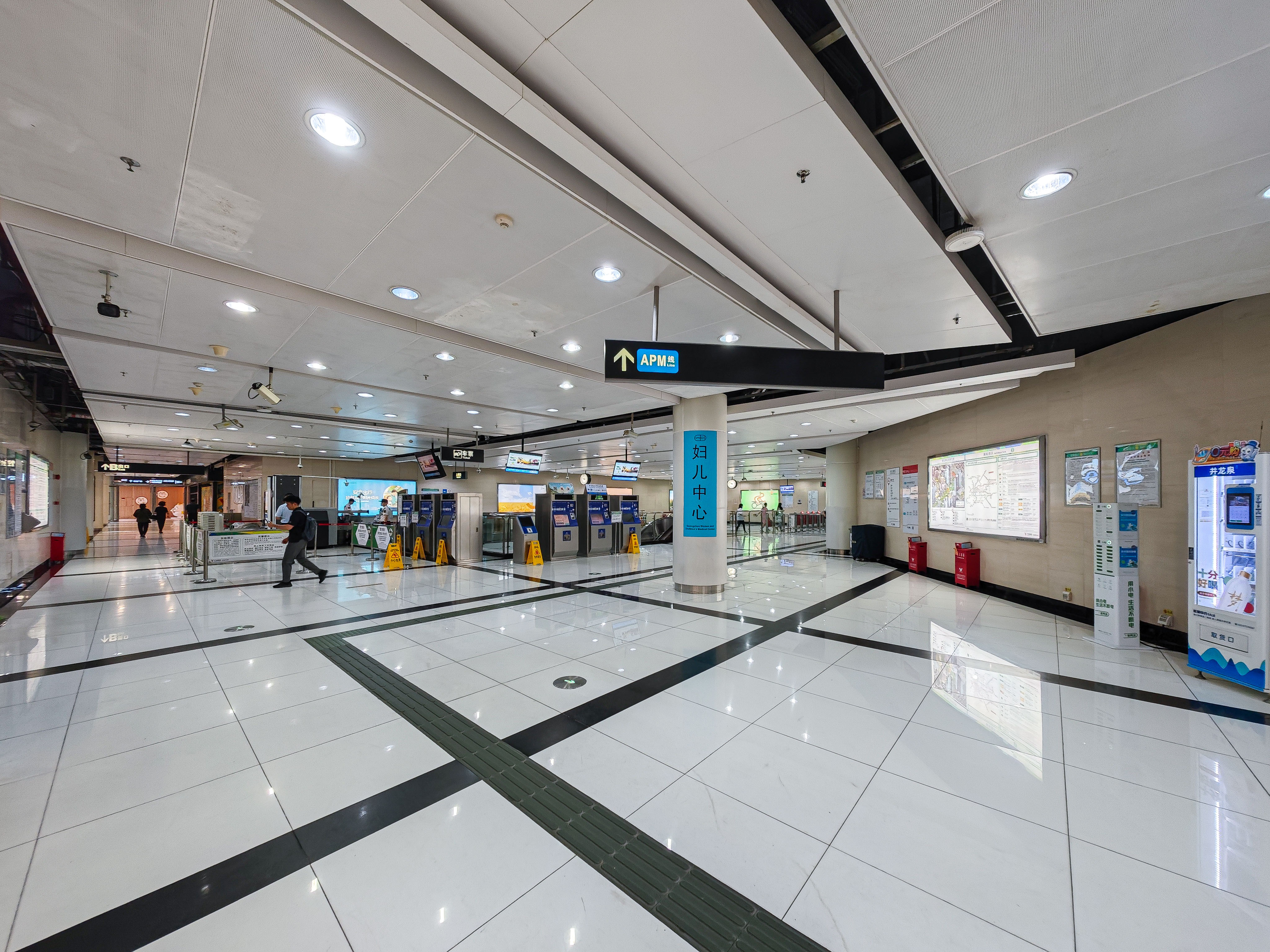
车站大堂

妇儿中心站的站厅付费区设于站厅南侧，付费区内设有一部扶手电梯以及楼梯连接站厅与站台。
站厅设有多部售票机以及客服中心，同时设有一台自动贩卖机供乘客使用。与APM线除首末站等沿线车站一样，本站没有设置商店。

### 月台
本站设有一个岛式月台，位于花城广场中軸線的地底。
另外，月台南端设有一条单渡线，当APM线北段出現故障時，往林和西站的列車將會通過此存車線折返，以本站為臨時總站。

1号月台全景图

### 出入口
妇儿中心站共设有2个出入口，其中B出口附近亦设有地下商场，由于车站客流过低，地下商场处于空置状态。另外，花城汇购物中心管理处亦设于B出口。
|           |          |      |          |                                                                                        |
| 編號      | 设施     | 照片 | 出口指示 | 建議前往的目的地                                                                       |
| A         | 盲道标志 |      | 花城广场 | 金穗路、华明路、华成路、珠江西路、华夏路、广州市妇女儿童医疗中心、珠江西路中公交车站   |
| B         |          |      | 花城广场 | 珠江东路、花城大道、冼村路、中国农业银行广东省分行、冼村路北公交车站、冼村路中公交车站 |
| 註： 設有 |          |      |          |                                                                                        |

## 利用状况
车站周边邻近广州市妇女儿童医疗中心、地標性建築物、辦公大樓以及金融机构等，部分乘客会利用本站乘坐APM线；不过车站距广州市妇女儿童医疗中心较远，相反离珠江新城站A1出口比较接近，且APM线仅局限服务于城市新中轴线沿途地区，导致更多乘客愿意从珠江新城站前往，從而導致本站的客流一直處於極低的水平，全天只有幾個乘客進出站，大部分時間車站更是無人上下車，令本站顯得極為冷清。

## 历史
在珠江新城旅客自动输送系统的规划阶段，就已经设有本站。命名方面，本站曾先后被称为中央广场站和金穗路站，后来根据附近的广州妇女儿童医疗中心更名为妇儿中心站。
2006年6月30日，珠江新城旅客自動輸送系統（APM線）正式開工，本站作為該線其中一个中途站。2010年11月8日，APM線（林和西至大剧院）開通試運營，本站正式啟用。